# بيير أوبري
بيير أوبري هو لاعب هوكي الجليد كندي، ولد في 15 أبريل 1960 في Cap-de-la-Madeleine ‏ في كندا.

## وصلات خارجية
- بيير أوبري على موقع دوري الهوكي الوطني (الإنجليزية)
- بيير أوبري على موقع EliteProspects.com (الإنجليزية)
- بيير أوبري على موقع Eurohockey.com (الإنجليزية)
- بيير أوبري على موقع HockeyDB.com (الإنجليزية)
- بيير أوبري على موقع Hockey-Reference.com (الإنجليزية)